# الشعبة (يريم)

تعديل مصدري - تعديل

الشعبة محلة تابعة لقرية المنازل، التابعة لعزلة بني عمر بمديرية يريم إحدى مديريات محافظة إب في الجمهورية اليمنية.، بلغ تعداد سكانها 126 حسب تعداد اليمن لعام 2004.